# جوبی جوبا
جوبی جوبا (اسپانیایی: Djobi Djoba‎) یک ترانهٔ رومبای فلامنکو از گروه جیپسی کینگز  است که در سال ۱۹۸۸ منتشر شد. این ترانه ۴۰ هفته در جدول موسیقی ایالات متحده آمریکا باقی ماند و یکی از معدود ترانه‌های اسپانیایی‌زبانی است که به چنین موفقیتی دست یافت.

## موقعیت در جداول موسیقی
| جدول موسیقی (۱۹۸۷-۱۹۸۸) | بهترین رتبه |
| ----------------------- | ----------- |
| فرانسه (اس‌ان‌ئی‌پی)       | ۱۵          |
| ۱۲                      |             |
| ۳۴                      |             |